# ESI-Tecnalia
El European Software Institute (ESI-Tecnalia) es una organización sin ánimo de lucro creada en 1993 por la Comisión Europea con el apoyo del gobierno vasco y de varias empresas europeas relacionadas con los campos de las tecnologías de la información y la comunicación (TIC). Es miembro de varias agencias y organizaciones igualmente encargadas de difundir el desarrollo de tecnologías en la sociedad de la información. El primer director general del instituto fue el profesor Günter R. Koch, posterior director del Austrian Institute of Technology (AIT) y a fecha de 2013[actualizar] secretario general del New Club of Paris.
Su objetivo principal es difundir el uso de mejores prácticas y estándares de la Ingeniería de software para ayudar a otras organizaciones relacionadas con Tecnologías de la información a producir software de mejor calidad.
En el año 2010,[actualizar] ESI-Tecnalia cuenta con 105 especialistas en diferentes campos de la ingeniería de software.

## Actividad
ESI-Tecnalia abarca diferentes aspectos relacionados con las tecnologías de la información y la comunicación: mejora de procesos de software, servicios de TI, administración cuantitativa, productividad, SOA, confianza y seguridad, ergonomía digital, empresa digital e IT card.
Centra su actividad en los sectores de automoción, consultoría, banca, industria y, sobre todo, Administraciones Públicas. Además, ESI, promueve proyectos asociativos fundamentalmente entre pequeñas y medianas empresas con el objetivo de promover su competitividad. Entre sus clientes se encuentran entidades como Azertia, Capgemini, Everis, ISBAN, Sinfic, Banco de Crédito de Perú, Clearstream, INSA, Bosch, Thales, la DGT e Informática El Corte Inglés.

## Ubicación
La sede principal de ESI-Tecnalia se encuentran en Zamudio (España). Su sede principal en América se encuentra en Virginia Occidental (Estados Unidos). Varios centros locales de ESI-Tecnalia se encuentran en Chile, Argentina, Brasil, Colombia, Egipto, Francia, Bulgaria e Italia.

## Unidades de negocio
Las áreas en las que está dividida ESI-Tecnalia, denominadas Unidades de Negocio (UNEs) son Software y Sociedad de la Información.

### Software
Realiza servicios de auditoría, consultoría, formación y certificación en CMMI, ITIL, ISO 20000, Six Sigma, Reuse, investigación y desarrollo, y proyectos europeos.

### Sociedad de la información
Desarrolla iniciativas como ergonomía digital, empresa digital e IT Card (servicio de certificación que certifica la capacidad de la persona en el uso de las TIC)
ESI-Tecnalia también desarrolla su actividad de investigación y desarrollo en diferentes proyectos europeos tales como PROMETEO y la plataforma es.Internet.

## Áreas de tecnología
ESI enfoca sus actividades técnicas en un conjunto de áreas de tecnología con dos objetivos principales:
- Aumentar la competitividad en la industria de las organizaciones de software. Algunas de las actividades desarrolladas dentro de esta área son los programas para la Mejora de Procesos de Software (Software Process Improvement), Administración Cuantitativa (Quantitative Management), y Excelencia de Negocios de IT (IT Business Excellence). Dentro de este último, se encuentra la iniciativa del premio ESI International Award for Software Excellence que galardona la excelencia del software.
- Contribuir al desarrollo de la Sociedad de la Información a través de la adopción de tecnologías de la información, con programas enfatizando en las actividades regionales, para cerrar la brecha digital entre las TIC y los ciudadanos y empresas.